# Melvicalathis macroctena
Melvicalathis macroctena är en armfotingsart som först beskrevs av Zezina 1981.  Melvicalathis macroctena ingår i släktet Melvicalathis och familjen Chlidonophoridae. Inga underarter finns listade i Catalogue of Life.